# Masaharu Satō
Pour les articles homonymes, voir Sato.
Masaharu Satō (佐藤正治, Satō Masaharu), né le 1er juillet 1946 à Tōkyō est un seiyū. Il travaille pour Aoni Production.

## Rôles
- Dragon Ball Z : Roi Vegeta
- Dragon Ball Z : Le Combat fratricide : Rakasei
- Super Mario Bros. : Peach-Hime Kyushutsu Dai Sakusen!: Koopa Troopa
- Amada Anime Série : Super Mario Bros.: Bowser, Iggy Koopa & Larry Koopa
- Hakaba Kitarō : Hageyama